# Biogeografická podprovincie

hercynská podprovincie
polonská podprovincie
západokarpatská podprovincie
severopanonská podprovincie

Biogeografická podprovincie je individuální (neopakovatelnou) jednotkou biogeografického členění krajiny. Biota této jednotky má svoji charakteristickou pestrost a své vlastní endemity. Je tvořena územím se svéráznou modifikací vegetační stupňovitosti a zároveň se od okolních podprovincií zpravidla liší hlavními edifikátory (dominantními druhy ve společenstvu) jednoho nebo dvou vegetačních stupňů. V území se vyskytuje podobná geologie, reliéf a makroklima. Plocha podprovincie je řádově 105 km2.

## Přehled podprovincií v Česku
Na území České republiky jsou zastoupeny 4 biogeografické podprovincie:
1. hercynská podprovincie
2. polonská podprovincie
3. západokarpatská podprovincie
4. severopanonská podprovincie

Tyto podprovincie navazují především na fytogeografické podprovincie (např. Meusel et al. 1965) a jsou jistou analogií ekoregionů“ v systému Světového fondu na ochranu přírody (WWF):
- Central European mixed forests → polonská podprovincie
- Pannonian mixed forests → severopanonská podprovincie
- Western European broadleaf forests → hercynská podprovincie
- Carpathian montane conifer forests → západokarpatská podprovincie